# Bilice (Kotor-Varoš)
Bilice (szerbül: Билице), falu Bosznia-Hercegovinában, a Bosanska Krajina keleti részén, Kotor-Varoš községben, a Szerb Köztársaságban. 

## Fekvése
A település Bosznia-Hercegovina északi részén, Banja Lukától légvonalban 23, közúton 36 km-re délkeletre, községközpontjától légvonalban és közúton 3 km-re keletre, a Vrbanja-folyó jobb partja feletti dombokon, 350-750 méteres magasságban található. 

## Népessége
| Nemzetiségi csoport | Népesség 1991 | Népesség 2013 |
| ------------------- | ------------- | ------------- |
| Szerb               | 32            | 0             |
| Bosnyák             | 0             | 0             |
| Horvát              | 474           | 22            |
| Jugoszláv           | 0             | 0             |
| Egyéb               | 0             | 0             |
| Összesen            | 506           | 22            |

## Története
A horvát katolikusok lakta település 1878-ig tartozott az Oszmán Birodalomhoz, ekkor a berlini kongresszus határozata alapján az Osztrák-Magyar Monarchia része lett. 1879-ben az első osztrák-magyar népszámlálás során a Banja Luka-i járáshoz tartozó településnek 22 háztartása és 190 római katolikus lakosa volt. 1910-ben a Kotor Varoš-i járáshoz tartozó településen 42 háztartást, 279 római katolikus és 21 ortodox lakost találtak. A monarchia szétesésével 1918-ban előbb a Szerb-Horvát-Szlovén Királyság, majd 1929-től a Jugoszláv Királyság része lett. 1921-ben 545 lakosa volt, melyből 515 római katolikus és 30 ortodox volt. Az 1929-es törvény értelmében, amikor Bosznia-Hercegovinát négy banovinára, Drinskára, Vrbaskára, Zetskára és Primorskára osztották, a település a Vrbaska banovina része lett, amelynek székhelye Banja Luka volt. Jugoszlávia megszállása után a Független Horvát Állam (NDH) része lett. A második világháború után 1992-ig a szocialista Jugoszlávia részeként a Bosznia-Hercegovinai Népköztársasághoz tartozott. A boszniai háborúban a faluban 1992. június 23-án a szerbek megöltek 13 civilt, köztük egy 14 éves fiút. A falu elleni támadást Mišo Pavičević volt Kotor Varoš-i tanár szervezte. Állítólag minden katonának adott egy doboz gyufát. A falu horvát lakosságát elűzték, 1992. október 17-én buszra rakták és Travikba vitték őket. A boszniai háborút lezáró daytoni békeszerződést követő területfelosztásnál Kotor-Varoš község részeként a Szerb Köztársaság területéhez került. 

## Nevezetességei
- Szent Péter és Pál apostolok tiszteletére szentelt temetőkápolnája.